# Schizocarpum reflexum
Schizocarpum reflexum är en gurkväxtart som beskrevs av Joseph Nelson Rose. Schizocarpum reflexum ingår i släktet Schizocarpum och familjen gurkväxter. Inga underarter finns listade i Catalogue of Life.